# آسیاب برجی شهرک شهید فهمیده
آسیاب برجی شهرک شهید فهمیده مربوط به دوره قاجار است و در شمال بزرگراه تهران به قزوین، خیابان شهید نجاری واقع شده و این اثر در تاریخ ۱۷ اسفند ۱۳۸۱ با شمارهٔ ثبت ۷۶۲۰ به‌عنوان یکی از آثار ملی ایران به ثبت رسیده است.